# Waterjet

Głowica robocza systemu AWJ: 1 – dopływ wody pod wysokim ciśnieniem, 2 – dysza wodna z osadzonym diamentem, szafirem lub rubinem, 3 – materiał ścierny (garnet), 4 – dysza mieszająca, 5 – dysza tnąca, 6 – strumień tnący, 7 – cięty materiał

Waterjet – ogólna nazwa technologii przecinania lub czyszczenia różnych materiałów z wykorzystaniem wody pod wysokim ciśnieniem. Technologia narodziła się w latach 70., ale dopiero na początku lat 80. znalazła szersze zastosowanie w przemyśle. Samo słowo waterjet można przetłumaczyć jako strumień wody i dotyczy przecinania lub czyszczenia samą wodą. Bardziej poprawną nazwą technologii (uwzględniając ilość aplikacji) jest abrasive water jet (AWJ) która odnosi się także do użycia wody, ale z dodatkiem ścierniwa (przecinanie samą wodą jest ograniczone do niektórych rodzajów materiałów). W Polsce używa się określenia obróbka wodno-ścierna lub hydro-ścierna jako tłumaczenie pojęcia abrasive water jet, a sama maszyna jest często nazywana wycinarką CNC. Pojęcie waterjet jest jednak najbardziej popularnym, potocznie używanym, słowem odnoszącym się do tej technologii.

## Zasada powstawania strugi wodno-ściernej w technologiiabrasive water jet
Technologia abrasive water jet (AWJ) używa strugi wody do przyspieszenia ziaren ścierniwa (najczęściej jest nim granat). Woda po przejściu przez dyszę wodną powoduje inżektorowe zasysanie ścierniwa do komory miksującej. Mieszanina wody i ścierniwa kierowana jest następnie do dyszy hydro-ściernej (mixing tube) w celu jej uformowania i ustabilizowania. Powstająca w ten sposób struga posiada wystarczającą ilość energii aby przeciąć najtwardsze materiały. Prędkość takiej strugi, u wylotu z dyszy, przekracza 300 m/s.
Technologia pozwala na cięcie bardzo twardych materiałów (np. stopy tytanu) o grubości 150 mm i więcej.